# Mesodasys litoralis
Mesodasys litoralis är en djurart som tillhör fylumet bukhårsdjur, och som beskrevs av Adolf Remane 1951. Mesodasys litoralis ingår i släktet Mesodasys och familjen Lepidodasyidae. Inga underarter finns listade i Catalogue of Life.